# Frévent
Frévent est une commune française située dans le département du Pas-de-Calais en région Hauts-de-France. Ses habitants sont appelés les Fréventins.
La commune fait partie de la communauté de communes du Ternois qui regroupe 103 communes et compte 37 469 habitants en 2021.
La commune est riche de deux monuments historiques : l'ancienne abbaye Notre-Dame de Cercamp et l'église Saint-Hilaire.

## Géographie

### Localisation
Localisée dans le sud du département du Pas-de-Calais, Frévent est une commune de la vallée de la Canche située, à vol d'oiseau, à 12 km au sud de la commune de Saint-Pol-sur-Ternoise et à 33 km à l'ouest de la commune d’Arras (chef-lieu d'arrondissement et préfecture du Pas-de-Calais).
Le territoire de la commune est limitrophe de ceux de cinq communes.
Les communes limitrophes sont Séricourt, Ligny-sur-Canche, Nuncq-Hautecôte, Bonnières et Bouret-sur-Canche.

### Géologie et relief
La superficie de la commune est de 15,23 km2 ; son altitude varie de 62  à   145 mètres.

### Hydrographie
Le territoire de la commune, situé dans le bassin Artois-Picardie.
Il est traversé par cinq cours d'eau :
- le fleuve côtier la Canche, d'une longueur de 100,22 km, qui prend sa source dans la commune de Gouy-en-Ternois et se jette dans la Manche entre Étaples et Le Touquet-Paris-Plage[4] ;
- le ruisseau des Ayres, d'une longueur de 5,47 km, qui prend sa source dans la commune de Sibiville et se jette dans la Canche au niveau de la commune[5] ;
- le Château de Cercamp, d'une longueur de 2,09 km, qui prend sa source dans la commune de Bouret-sur-Canche et se jette dans la Canche au niveau de la commune[6] ;
- le Château de Cercamp, d'une longueur de 1,24 km[7] ;
- le Frevent, d'une longueur de 1,01 km, qui prend sa source dans la commune et termine sa course dans la commune[8].

Frévent à l'est du bassin de la Canche.
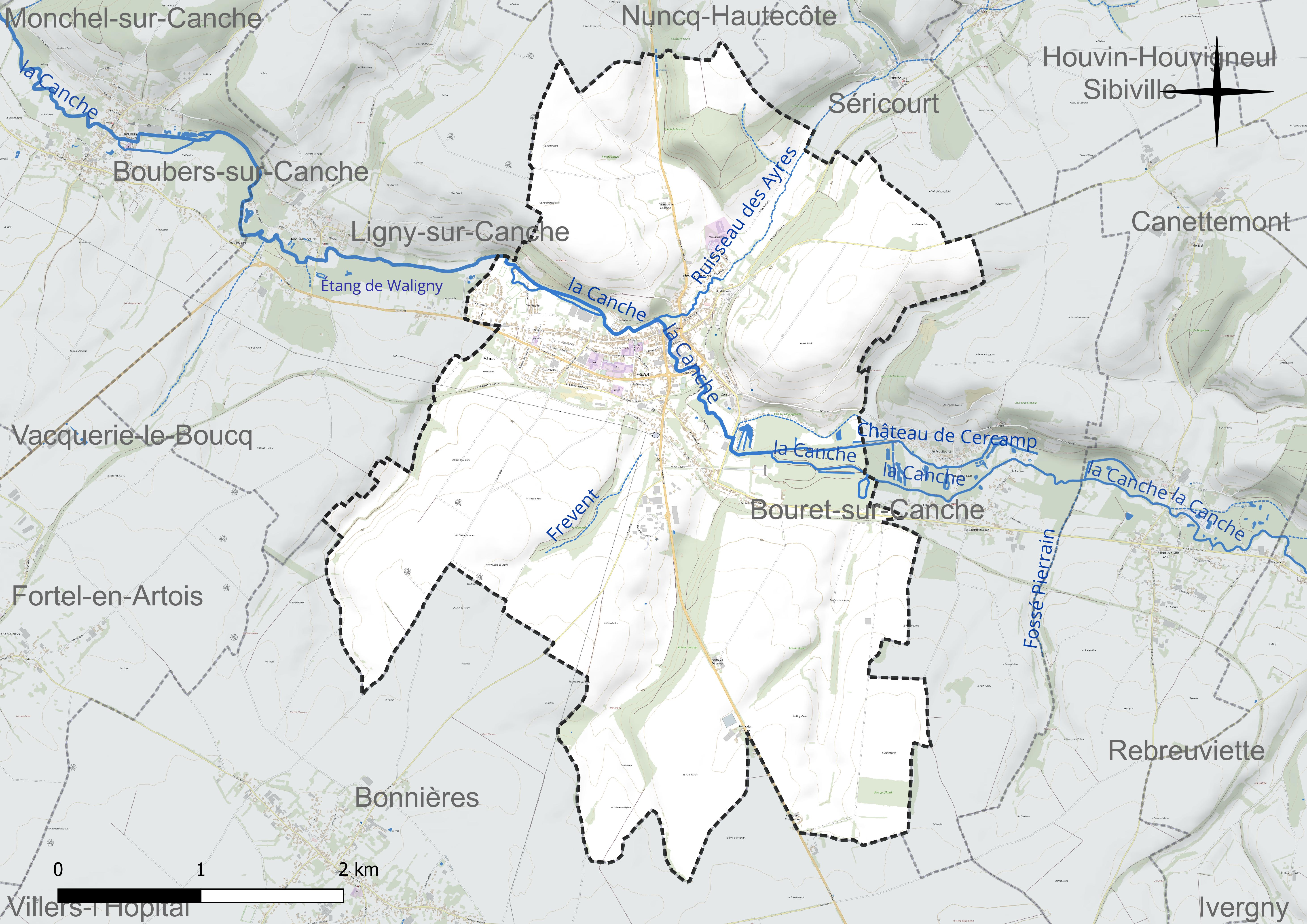
Réseau hydrographique de Frévent[Note 1].

### Climat
Pour des articles plus généraux, voir Climat des Hauts-de-France et Climat du Pas-de-Calais.
En 2010, le climat de la commune est de type climat océanique dégradé des plaines du Centre et du Nord, selon une étude du CNRS s'appuyant sur une série de données couvrant la période 1971-2000. En 2020, Météo-France publie une typologie des climats de la France métropolitaine dans laquelle la commune est exposée à un climat océanique et est dans la région climatique Côtes de la Manche orientale, caractérisée par un faible ensoleillement (1 550 h/an) ; forte humidité de l’air (plus de 20 h/jour avec humidité relative > 80 % en hiver), vents forts fréquents.
Pour la période 1971-2000, la température annuelle moyenne est de 10,3 °C, avec une amplitude thermique annuelle de 13,9 °C. Le cumul annuel moyen de précipitations est de 820 mm, avec 13,3 jours de précipitations en janvier et 9 jours en juillet. Pour la période 1991-2020, la température moyenne annuelle observée sur la station météorologique la plus proche, située sur la commune de Humières à 14 km à vol d'oiseau, est de 10,9 °C et le cumul annuel moyen de précipitations est de 856,9 mm,. Pour l'avenir, les paramètres climatiques de la commune estimés pour 2050 selon différents scénarios d'émission de gaz à effet de serre sont consultables sur un site dédié publié par Météo-France en novembre 2022.

### Paysages
Pour un article plus général, voir Paysage en France.
La commune s'inscrit dans les « paysages du Ternois » tels qu’ils sont définis dans l’atlas de paysages de la région Nord-Pas-de-Calais, conçu par la direction régionale de l'Environnement, de l'Aménagement et du Logement (DREAL),.
Ces paysages, qui concernent 138 communes avec trois pôles d’attraction que sont Hesdin à l'ouest, Saint-Pol-sur-Ternoise à l’est et, dans une moindre mesure, Frévent en lisière sud, sont délimités par deux cours d’eau : la Canche au Sud et la Ternoise au Nord. Ces paysages sont composés de plateaux, de vallées et de bocages. Les plateaux du Ternois montrent une structure tabulaire assez plane et une altitude assez régulière avec des points culminants entre 150  à   160 m.
Le territoire d’une vingtaine de kilomètres du Nord au Sud et d’Est en Ouest, est traversé par la D 939 reliant Saint-Pol-sur-Ternoise à Hesdin, par la D 912 entre Saint-Pol-sur-Ternoise et Frévent et par la ligne ferroviaire de Saint-Pol-sur-Ternoise à Étaples dans la vallée de la Canche. La position excentrée, en l’absence de grands axes autoroutiers ou ferrés structurants, a permis au Ternois de conserver un caractère rural et une certaine qualité de paysage.
Au niveau de l’occupation des sols, les surfaces cultivées sont omniprésentes sur les plateaux, avec majoritairement la culture de la betterave et de la pomme de terre, et représentent près de 72 % de la surface totale de ces paysages du Ternois, les espaces artificialisés, cantonnés dans les fonds de vallée, représentent 13 % et les surfaces boisées, présentes dans les deux principales vallées de la Ternoise et de la Canche, ne représentent que 6 %.

### Milieux naturels et biodiversité

#### Zones naturelles d'intérêt écologique, faunistique et floristique
L’inventaire des zones naturelles d'intérêt écologique, faunistique et floristique (ZNIEFF) a pour objectif de réaliser une couverture des zones les plus intéressantes sur le plan écologique, essentiellement dans la perspective d’améliorer la connaissance du patrimoine naturel national et de fournir aux différents décideurs un outil d’aide à la prise en compte de l’environnement dans l’aménagement du territoire.
Le territoire communal comprend une ZNIEFF de type 1 : la haute vallée de la Canche en amont de Conchy-sur-Canche. Cette ZNIEFF correspond à la moyenne et à la haute vallée de la Canche, de l’amont de la commune de Conchy-sur-Canche jusqu’aux sources, au niveau de Magnicourt-sur-Canche.
et une ZNIEFF de type 2 : la haute vallée de la Canche et ses versants en amont de Sainte-Austreberthe qui se situe dans le pays du Ternois. Elle offre un relief de coteau abrupt au Nord et des pentes douces au Sud. Le fond de vallée est constitué de pâturages et de zones de cultures. Les versants les plus pentus et inaccessibles accueillent des boisements.

Carte des ZNIEFF de type 1 et 2 sur la commune
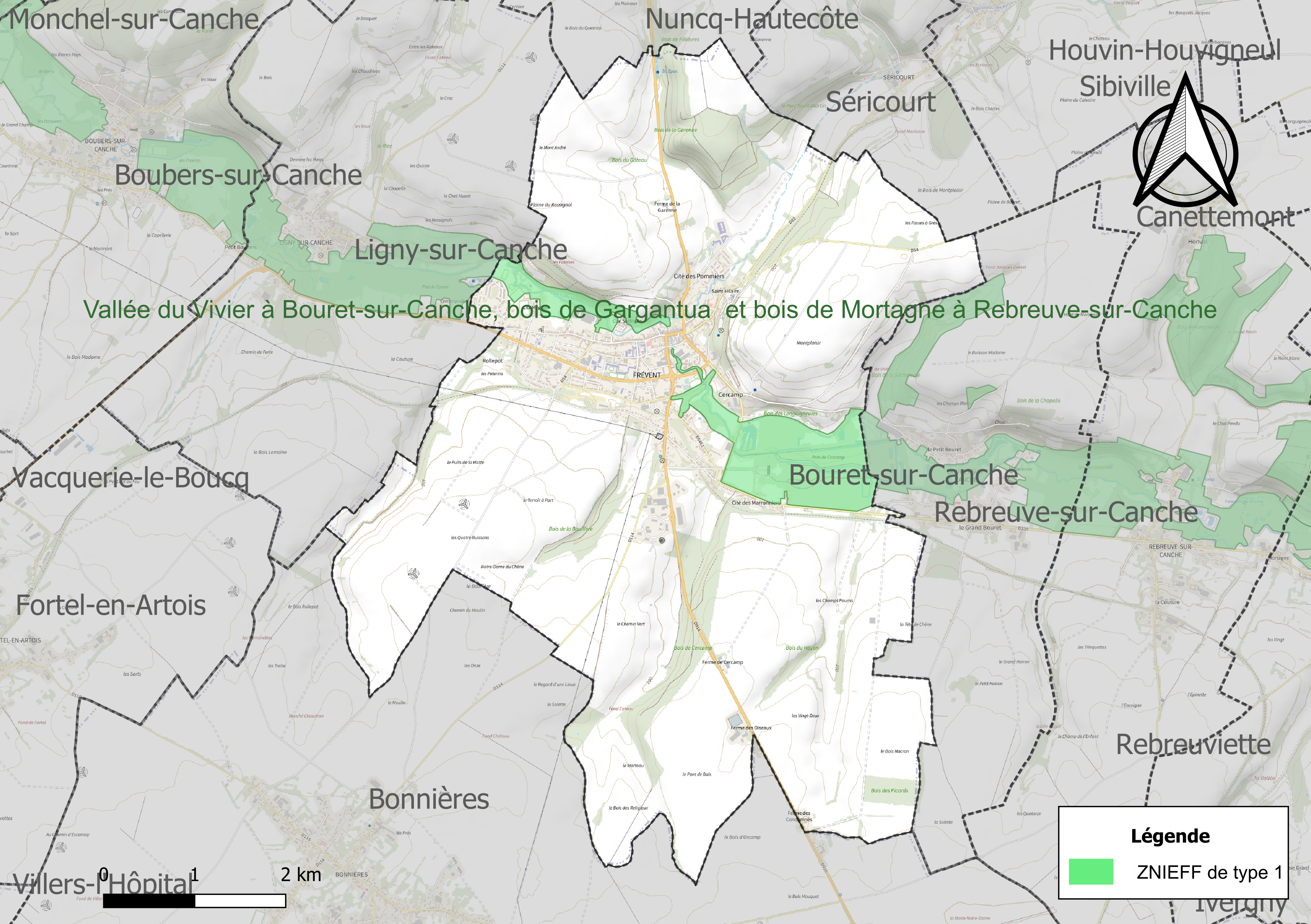
Carte de la ZNIEFF de type 1 sur la commune.
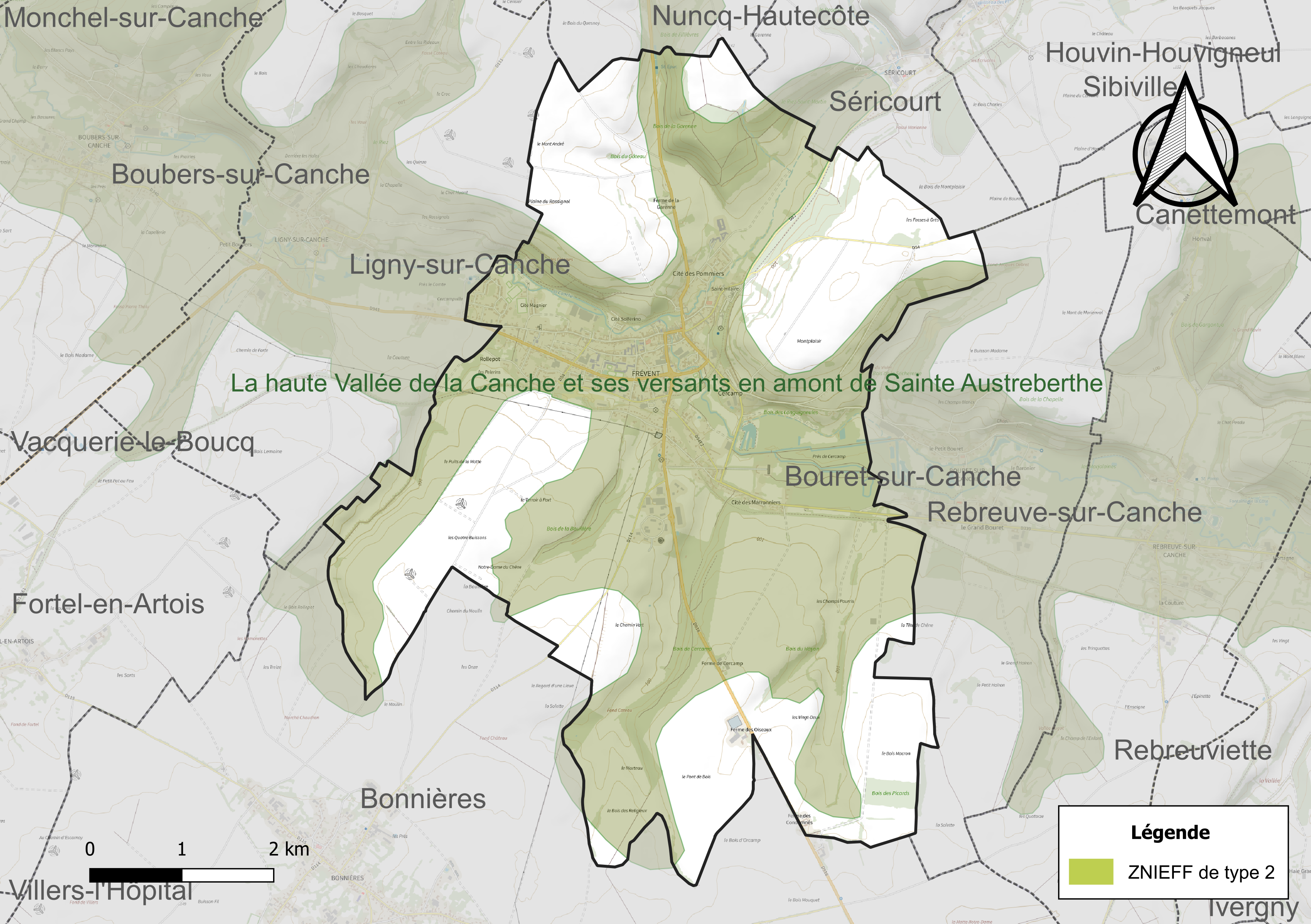
Carte de la ZNIEFF de type 2 sur la commune.

## Urbanisme

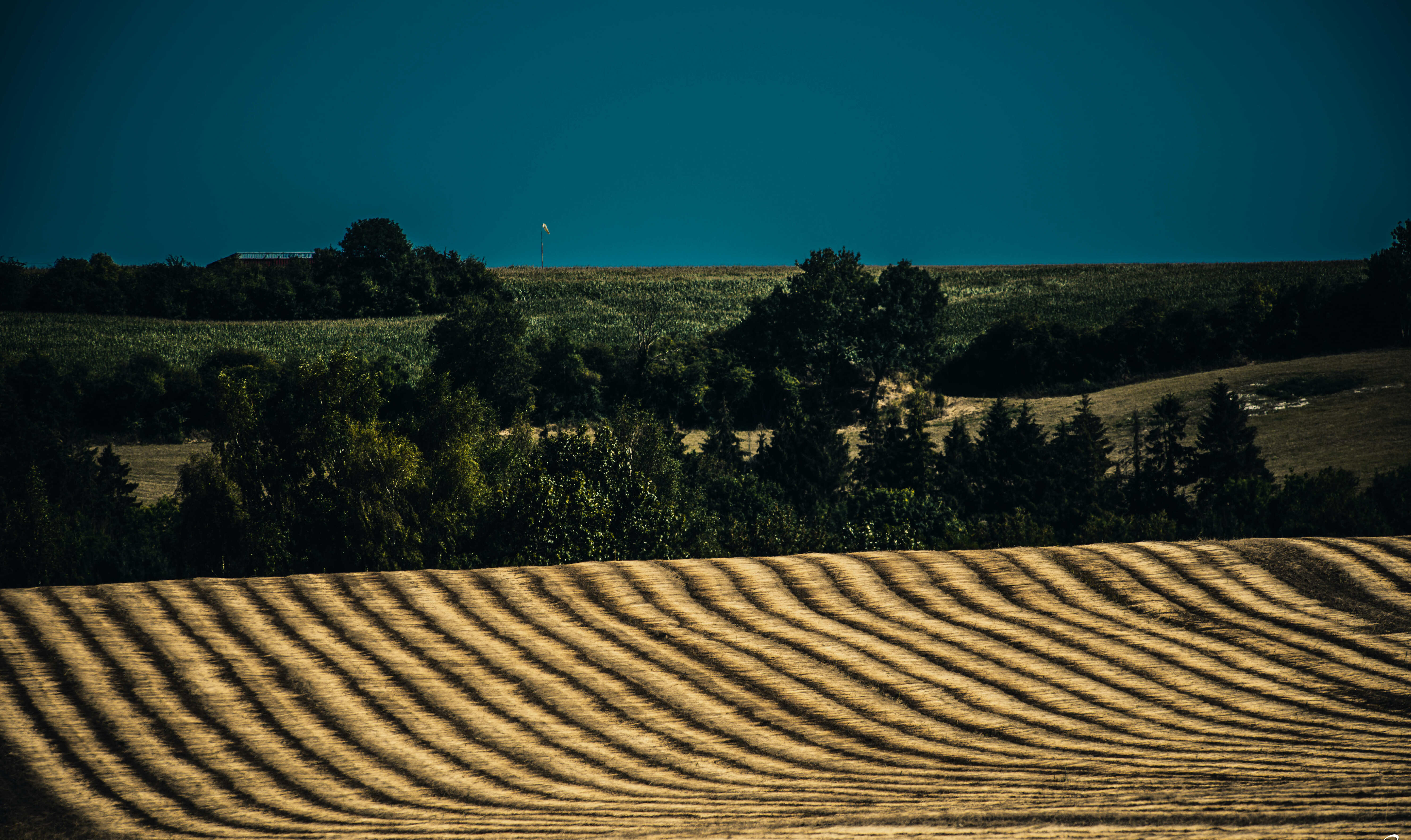
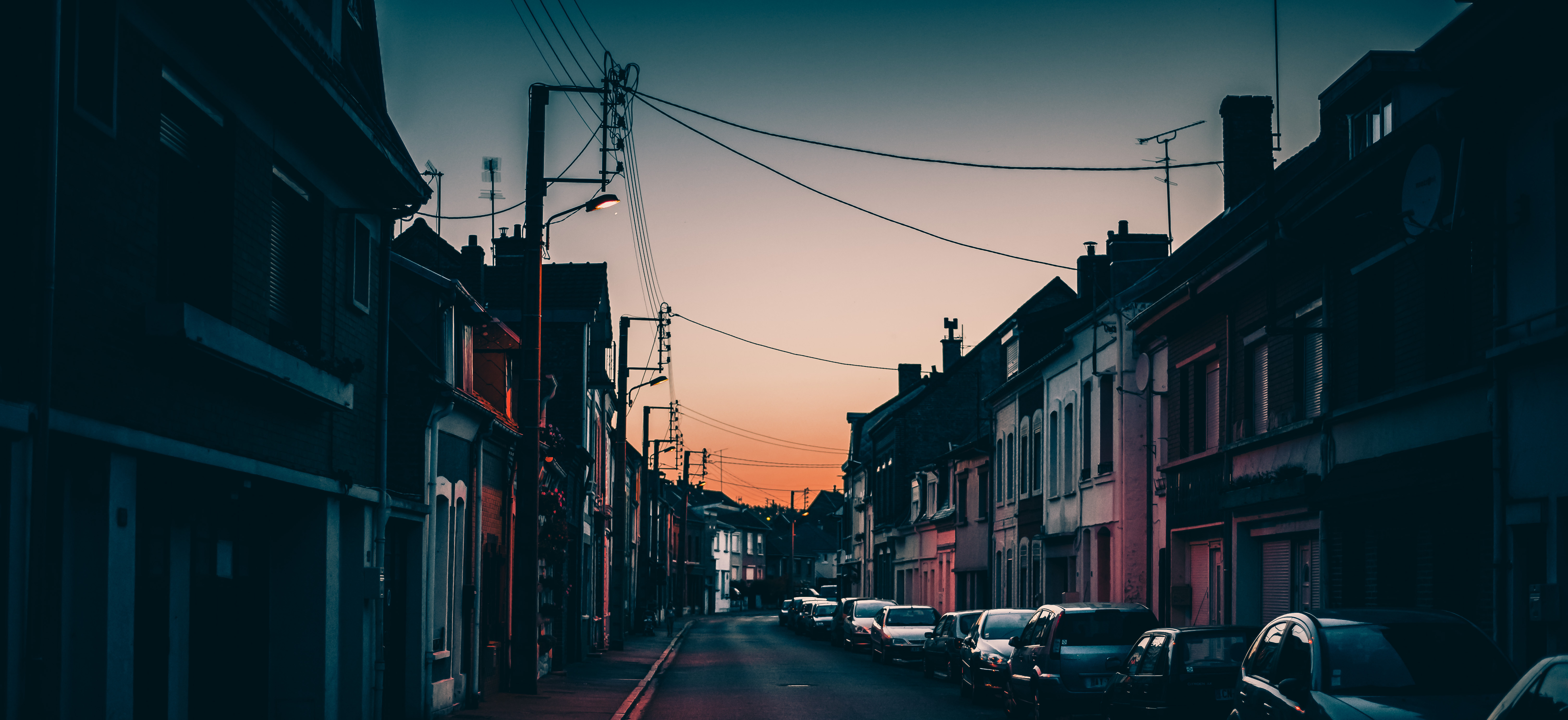
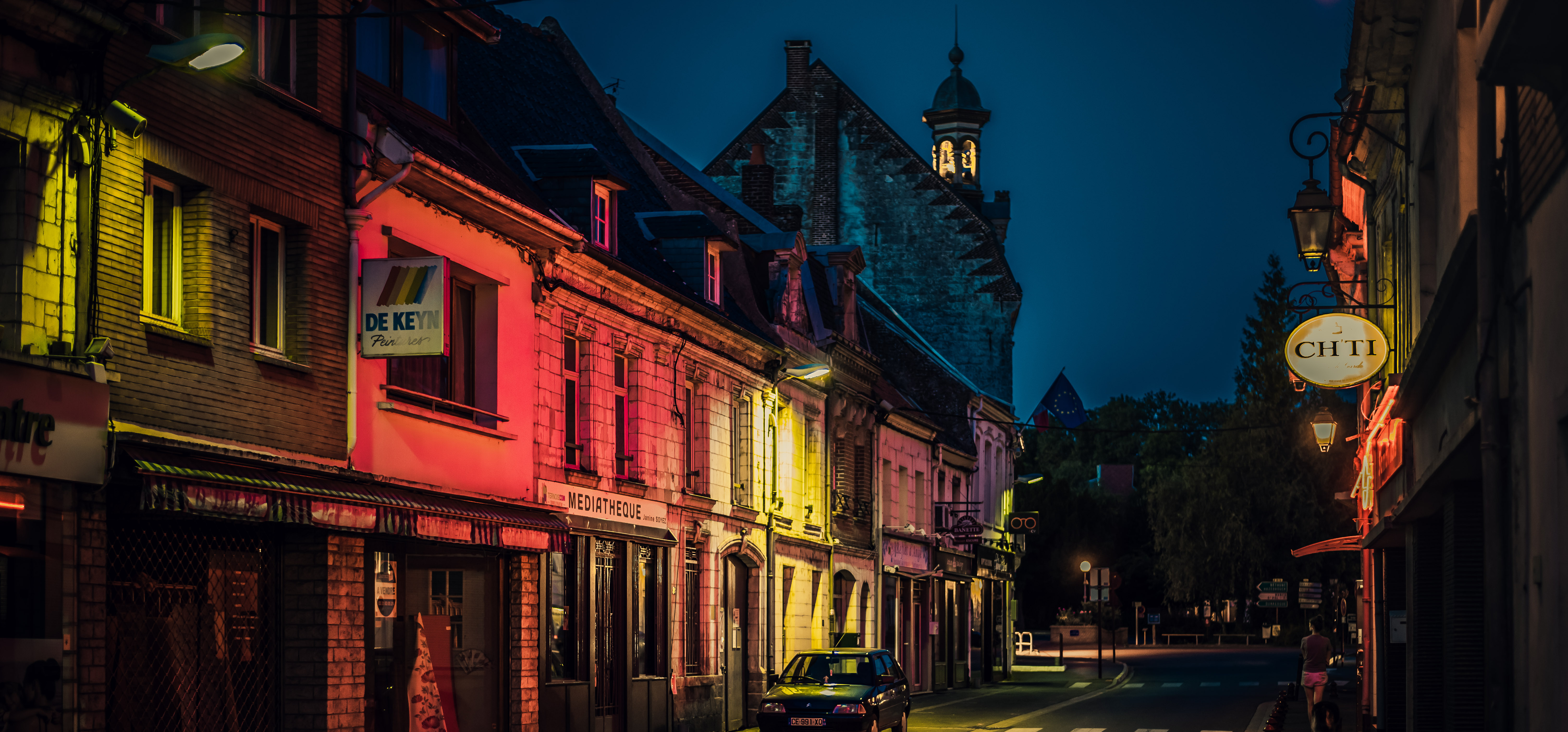

### Typologie
Au 1er janvier 2024, Frévent est catégorisée bourg rural, selon la nouvelle grille communale de densité à sept niveaux définie par l'Insee en 2022.
Elle appartient à l'unité urbaine de Frévent, une unité urbaine monocommunale constituant une ville isolée,. La commune est en outre hors attraction des villes,.

### Occupation des sols
L'occupation des sols de la commune, telle qu'elle ressort de la base de données européenne d’occupation biophysique des sols Corine Land Cover (CLC), est marquée par l'importance des territoires agricoles (81,7 % en 2018), une proportion sensiblement équivalente à celle de 1990 (82,1 %). La répartition détaillée en 2018 est la suivante : 
terres arables (72,7 %), zones urbanisées (11,4 %), forêts (6,9 %), prairies (6,7 %), zones agricoles hétérogènes (2,3 %). L'évolution de l’occupation des sols de la commune et de ses infrastructures peut être observée sur les différentes représentations cartographiques du territoire : la carte de Cassini (XVIIIe siècle), la carte d'état-major (1820-1866) et les cartes ou photos aériennes de l'IGN pour la période actuelle (1950 à aujourd'hui).

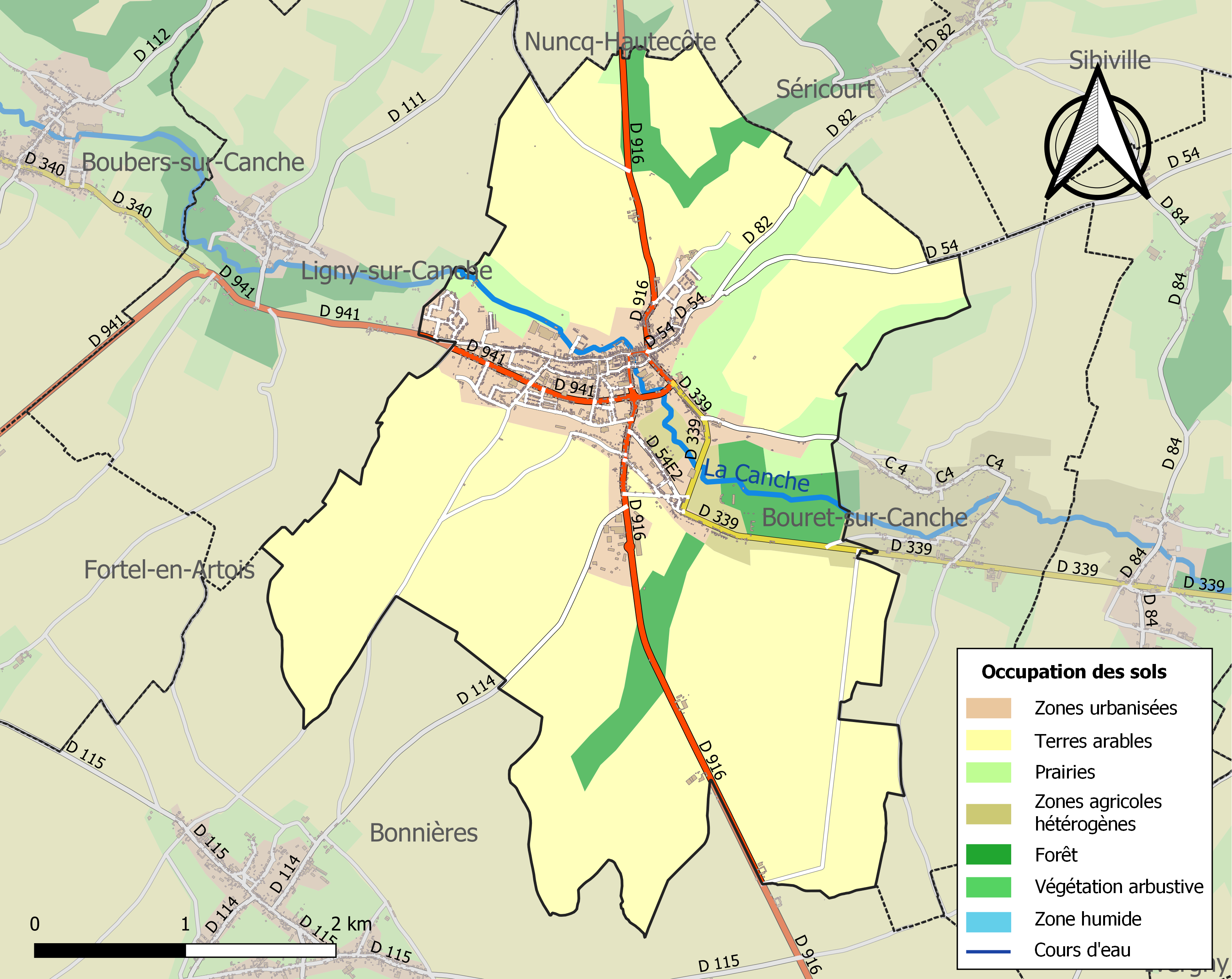
Carte des infrastructures et de l'occupation des sols de la commune en 2018 (CLC).

### Voies de communication et transports

#### Voies de communication
La commune est desservie par les routes départementales D 916 et D 941 (anciennes route nationale 16 et route nationale 41).

#### Transport ferroviaire
La commune se trouve à 14 km au sud de la gare de Saint-Pol-sur-Ternoise, située sur les lignes de Saint-Pol-sur-Ternoise à Étaples et d'Arras à Saint-Pol-sur-Ternoise, desservie par des trains TER Hauts-de-France.
Plusieurs lignes de chemin de fer transitaient par l'ancienne gare de Frévent :
- La ligne de Saint-Roch à Frévent. C'est la section entre Saint-Pol et Frévent qui fut déclassée en dernier.
- La ligne de Fives à Abbeville.
- Le chemin de fer Lens - Frévent de 54 km de longueur[27].

Les deux premières lignes étaient des lignes de chemin de fer d'intérêt général et ont été exploitées par la Compagnie des chemins de fer du Nord puis par la Société nationale des chemins de fer français (SNCF), la troisième était une voie ferrée d'intérêt local à voie métrique.

## Toponymie
Le nom de la localité est attesté sous les formes Fevrent en 1158 ; Fevrencium en 1176 ; Fevrenz en 1177 ; Fevrens en 1183 ; Fevrenc en 1190 ; Fevrence au XIIe siècle ; Frevans en 1204 ; Feverens en 1227 ; Freverench en 1240 ; Frevench en 1284 ; Fevrench au XIIIe siècle ; Feverenz et Feurvens en 1375 ; Fervench en 1387 ; Frevench en 1429 ; Frévens en 1518 ; Frévent-sur-Canche en 1539 ; Frévencq en 1545 ; Fresvens en 1559 ; Fréven en 1561; Frevent en 1793 ; Frévent depuis 1801.

## Histoire
Pendant la Première Guerre mondiale, Frévent, situé à l'arrière du front qui court de Nieuport à Ypres, puis au saillant d'Arras et se poursuit vers l'Aisne et la Marne, voit passer un nombre considérable de soldats, de blessés, d'évacués. Le château de Cercamp, à Frévent, abrite l'état-major du général Ferdinand Foch, commandant de l'armée du Nord, de juin à octobre 1915. Le 22 mai 1915, débarque à la gare de Frévent, la 9e brigade d'infanterie, formée des 74e et 39e régiments d'infanterie et des éléments de deux autres régiments en provenance de l'est. Les troupes gagnent Ivergny et Le Souich, retenus comme lieux de cantonnement.
Sur la commune se situe pendant cette période un champ de tir où sont envoyés les soldats des environs pour l'entrainement.
La commune est décorée de la croix de guerre 1939-1945 le 11 novembre 1948, distinction également attribuée à 28 autres communes du Pas-de-Calais.

## Politique et administration

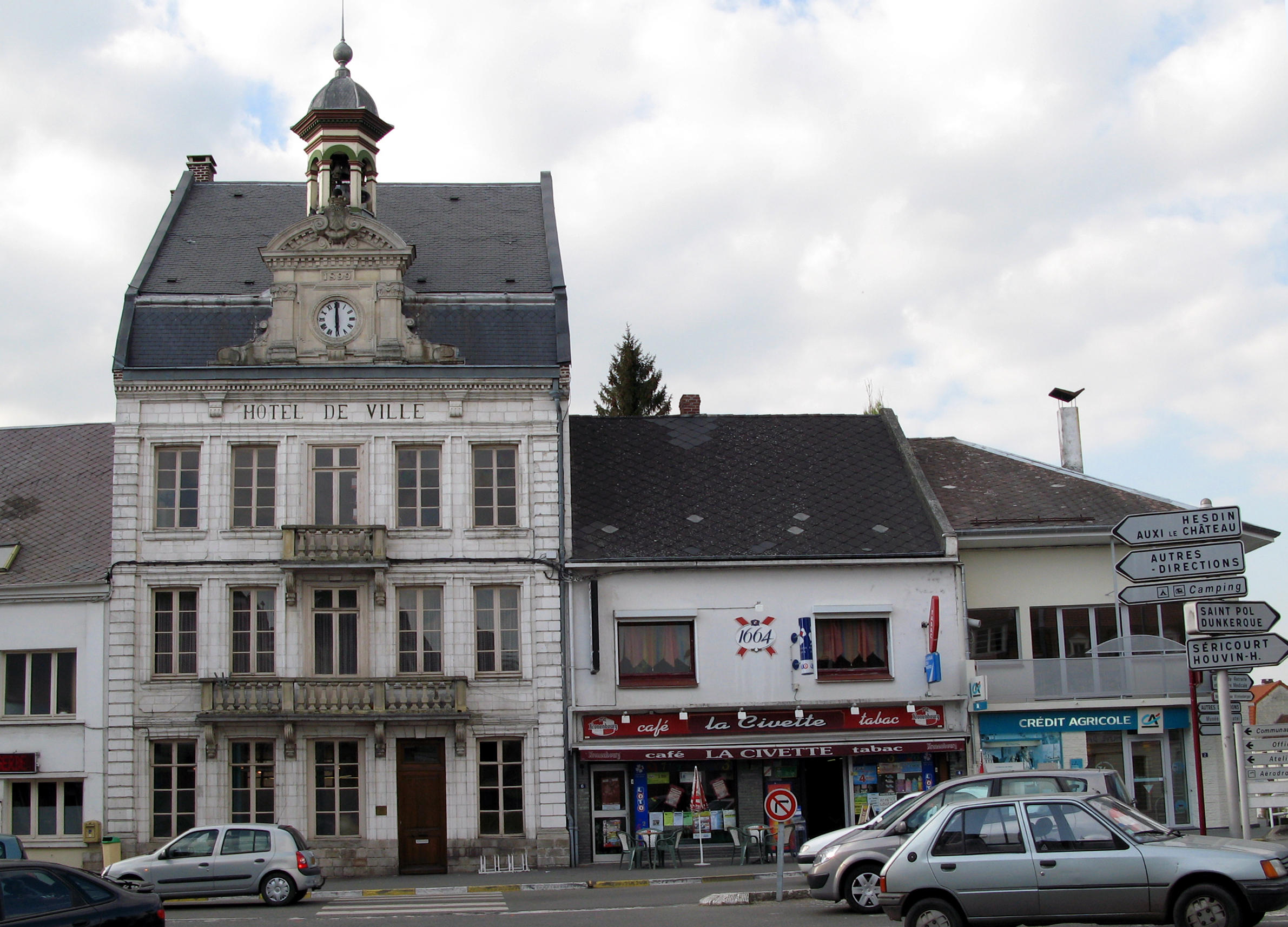
l'hôtel de ville.

### Découpage territorial
La commune se trouve, depuis 1926, dans l'arrondissement d'Arras du département du Pas-de-Calais, auparavant, depuis 1801, elle se trouvait dans l'arrondissement de Saint-Pol..

#### Commune et intercommunalités
La commune était le siège de la petite communauté de communes de la région de Frévent créée fin 1998.
Dans le cadre des dispositions de la loi portant nouvelle organisation territoriale de la République (Loi NOTRe) du 7 août 2015, qui prévoit que les établissements publics de coopération intercommunale (EPCI) à fiscalité propre doivent avoir un minimum de 15 000 habitants, le préfet du Pas-de-Calais a publié le 12 octobre 2015 un projet de schéma départemental de coopération intercommunale qui prévoyait diverses fusion d'intercommunalité.
À l'initiative des intercommunalités concernées, la Commission départementale de coopération intercommunale (CDCI) adopte le 26 février 2016 un amendement à ce projet, proposant la fusion de : 

- la communauté de communes de l'Auxillois, regroupant 16 communes dont une de la Somme et 5 217 habitants ;

- la communauté de communes de la région de Frévent, regroupant douze communes et 6 567 habitants ;

- de la communauté de communes des Vertes Collines du Saint-Polois, regroupant 58 communes et 19 585 habitants

- de la communauté de communes du Pernois, regroupant dix-huit communes et 7 114 habitants
Le schéma, intégrant notamment cette évolution, est approuvé par un arrêté préfectoral du 30 mars 2016, et la communauté de communes du Ternois, dont la commune est désormais membre, est créée par un arrêté préfectoral du 30 août 2016 qui a pris effet le 1er janvier 2017.

#### Circonscriptions administratives
La commune faisait partie depuis 1793 du canton d'Auxi-le-Château. Dans le cadre du redécoupage cantonal de 2014 en France, elle intègre le canton de Saint-Pol-sur-Ternoise.

#### Circonscriptions électorales
Pour l'élection des députés, la commune fait partie de la première circonscription du Pas-de-Calais.

### Élections municipales et communautaires

#### Liste des maires
| Période                                  | Période                       | Identité             | Étiquette         | Qualité |
| ---------------------------------------- | ----------------------------- | -------------------- | ----------------- | --- |
| Les données manquantes sont à compléter. |                               |                      |                   | |
| mai 1893                                 |                               | Hector Wintenberger  |                   | Fabricant de machines agricoles |
| ca. 1919                                 |                               | Henri Pruvost        | Républicain       | Industriel Conseiller d'arrondissement (1922 → 1928) |
| Les données manquantes sont à compléter. |                               |                      |                   | |
| mai 1945                                 | mai 1950 (décès)              | César Bernard        | SFIO              | Instituteur Conseiller général du canton d'Auxi-le-Château (1945 → 1950) Nommé maire à la Libération |
| mai 1950                                 | mars 1971                     | Pierre Cuallacci     | SFIO puis FGDS    | Médecin conseil |
| mars 1971                                | mars 2008                     | Roger Pruvost        | UDF-Rad. puis UMP | Médecin généraliste Conseiller général du canton d'Auxi-le-Château (1976 → 2008) |
| mars 2008                                | octobre 2023                  | Jean-François Théret | MoDem puis UDI    | Agriculteur Conseiller régional des Hauts-de-France (2015 → ) Vice-président de la CC de la région de Frévent (2014 → 2016) Réélu pour le mandat 2014-2020, Réélu pour le mandat 2020-2026, Démissionnaire |
| 28 octobre 2023                          | En cours (au 7 novembre 2023) | Johann Delarche      |                   | Administrateur de systèmes et réseaux informatiques à la chambre de métiers d’Arras, ancien premier adjoint                                                                                                |

### Instances de démocratie participative
La commune est dotée depuis 2014 d'un conseil municipal des jeunes.

### Jumelages
| Ville | Ville     | Pays | Pays      | Période     |
| ----- | --------- | ---- | --------- | ----------- |
|       | Gerbstedt |      | Allemagne | depuis 1965 |
|       | Grefrath  |      | Allemagne | depuis 1966 |

## Équipements et services publics

### Enseignement
La commune est située dans l'académie de Lille et dépend, pour les vacances scolaires, de la zone B.
Elle administre l'école primaire « Saint-Éxupery » et le département gère le collège « Pierre-Cuallacci ».
Sur le territoire de la commune se trouve également deux établissements privées : l'école primaire et le collège « Sacré-Coeur » gérée par l'organisme de gestion de l'enseignement catholique (OGEC).

### Justice, sécurité, secours et défense
La commune dépend du tribunal judiciaire d'Arras, du conseil de prud'hommes d'Arras, de la cour d'appel de Douai, du tribunal de commerce d'Arras, du tribunal administratif de Lille, de la cour administrative d'appel de Douai, du pôle nationalité du tribunal judiciaire d’Arras et du tribunal pour enfants d'Arras.

## Population et société

### Démographie
Les habitants de la commune sont appelés les Fréventins.

#### Évolution démographique
L'évolution du nombre d'habitants est connue à travers les recensements de la population effectués dans la commune depuis 1793. Pour les communes de moins de 10 000 habitants, une enquête de recensement portant sur toute la population est réalisée tous les cinq ans, les populations de référence des années intermédiaires étant quant à elles estimées par interpolation ou extrapolation. Pour la commune, le premier recensement exhaustif entrant dans le cadre du nouveau dispositif a été réalisé en 2005.

En 2022, la commune comptait 3 288 habitants, en évolution de −8,21 % par rapport à 2016 (Pas-de-Calais : −0,72 %, France hors Mayotte : +2,11 %).
| 1793  | 1800  | 1806  | 1821  | 1831  | 1836  | 1841  | 1846  | 1851  |
| ----- | ----- | ----- | ----- | ----- | ----- | ----- | ----- | ----- |
| 2 289 | 2 313 | 2 441 | 2 301 | 2 671 | 2 676 | 3 049 | 3 321 | 3 650 |

| 1856  | 1861  | 1866  | 1872  | 1876  | 1881  | 1886  | 1891  | 1896  |
| ----- | ----- | ----- | ----- | ----- | ----- | ----- | ----- | ----- |
| 3 620 | 3 698 | 3 982 | 3 841 | 4 137 | 4 312 | 4 232 | 4 426 | 4 331 |

| 1901  | 1906  | 1911  | 1921  | 1926  | 1931  | 1936  | 1946  | 1954  |
| ----- | ----- | ----- | ----- | ----- | ----- | ----- | ----- | ----- |
| 4 556 | 4 755 | 4 692 | 4 472 | 4 164 | 4 055 | 3 759 | 3 596 | 4 013 |

| 1962  | 1968  | 1975  | 1982  | 1990  | 1999  | 2005  | 2006  | 2010  |
| ----- | ----- | ----- | ----- | ----- | ----- | ----- | ----- | ----- |
| 4 386 | 4 531 | 4 322 | 4 217 | 4 121 | 3 952 | 3 785 | 3 752 | 3 784 |

| 2015  | 2020  | 2022  | - | - | - | - | - | - |
| ----- | ----- | ----- | - | - | - | - | - | - |
| 3 598 | 3 348 | 3 288 | - | - | - | - | - | - |

#### Pyramide des âges
En 2018, le taux de personnes d'un âge inférieur à 30 ans s'élève à 33,2 %, soit en dessous de la moyenne départementale (36,7 %). De même, le taux de personnes d'âge supérieur à 60 ans est de 33,3 % la même année, alors qu'il est de 24,9 % au niveau départemental.
En 2018, la commune comptait 1 677 hommes pour 1 821 femmes, soit un taux de 52,06 % de femmes, légèrement supérieur au taux départemental (51,50 %).
Les pyramides des âges de la commune et du département s'établissent comme suit.
| Hommes | Classe d’âge | Femmes |
| ------ | ------------ | ------ |
| 1,0    | 90 ou +      | 3,8    |
| 7,6    | 75-89 ans    | 13,1   |
| 20,8   | 60-74 ans    | 19,9   |
| 20,4   | 45-59 ans    | 19,1   |
| 13,7   | 30-44 ans    | 13,7   |
| 17,0   | 15-29 ans    | 13,9   |
| 19,4   | 0-14 ans     | 16,4   |

| Hommes | Classe d’âge | Femmes |
| ------ | ------------ | ------ |
| 0,5    | 90 ou +      | 1,6    |
| 5,6    | 75-89 ans    | 8,9    |
| 16,7   | 60-74 ans    | 18,1   |
| 20,2   | 45-59 ans    | 19,2   |
| 18,9   | 30-44 ans    | 18,1   |
| 18,2   | 15-29 ans    | 16,2   |
| 19,9   | 0-14 ans     | 17,9   |

### Sports et loisirs

#### Sentier de randonnée
Le sentier de grande randonnée GR 121, reliant Wavre, en région Région wallonne (Belgique) à Boulogne-sur-Mer, dans le département du Pas-de-Calais (France), traverse le territoire communal.

## Culture locale et patrimoine

### Lieux et monuments

#### Monuments historiques
Sur la commune de Frévent se trouve deux monuments historiques. Elle fait également l'objet d'une zone de protection du patrimoine architectural, urbain et paysager (ZPPAUP).
- L'ancienne abbaye Notre-Dame de Cercamp : l'intérieur de la Porterie, l'intérieur du bâtiment des Hôtes ou des Etrangers (sauf salles classées), tous les bâtiments annexes, le parc font l’objet d'une inscription au titre des monuments historiques par arrêté du 16 septembre 1946. Les façades, toitures et salles du rez-de-chaussée avec leurs boiseries et cheminées du bâtiment des Hôtes, les façades et toitures de la Porterie font l’objet d'un classement au titre des monuments historiques par décret du 15 avril 1947[60]

- L'église Saint-Hilaire, datant du XVIe siècle, fait l’objet d’un classement au titre des monuments historiques par arrêté du 5 octobre 1982[61]. L'église héberge douze éléments patrimoniaux, répertoriés dans la base Palissy, classés ou inscrits au titre d'objet des monuments historiques, dont quatre sont classés[62].

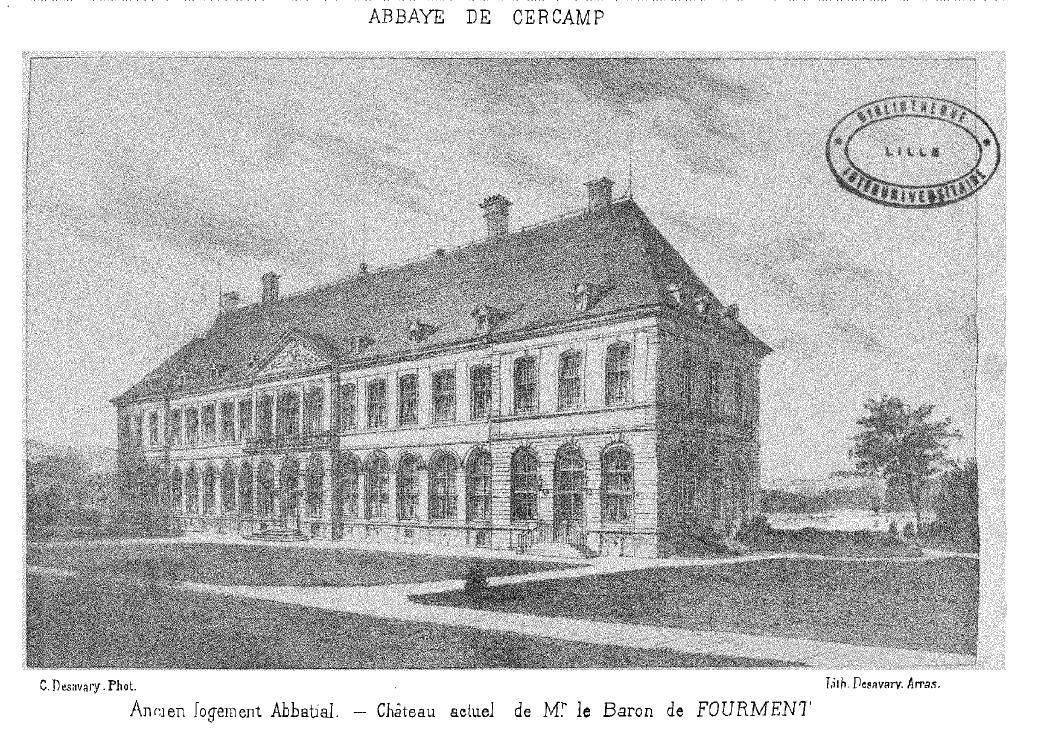
L'abbaye Notre-Dame de Cercamp.
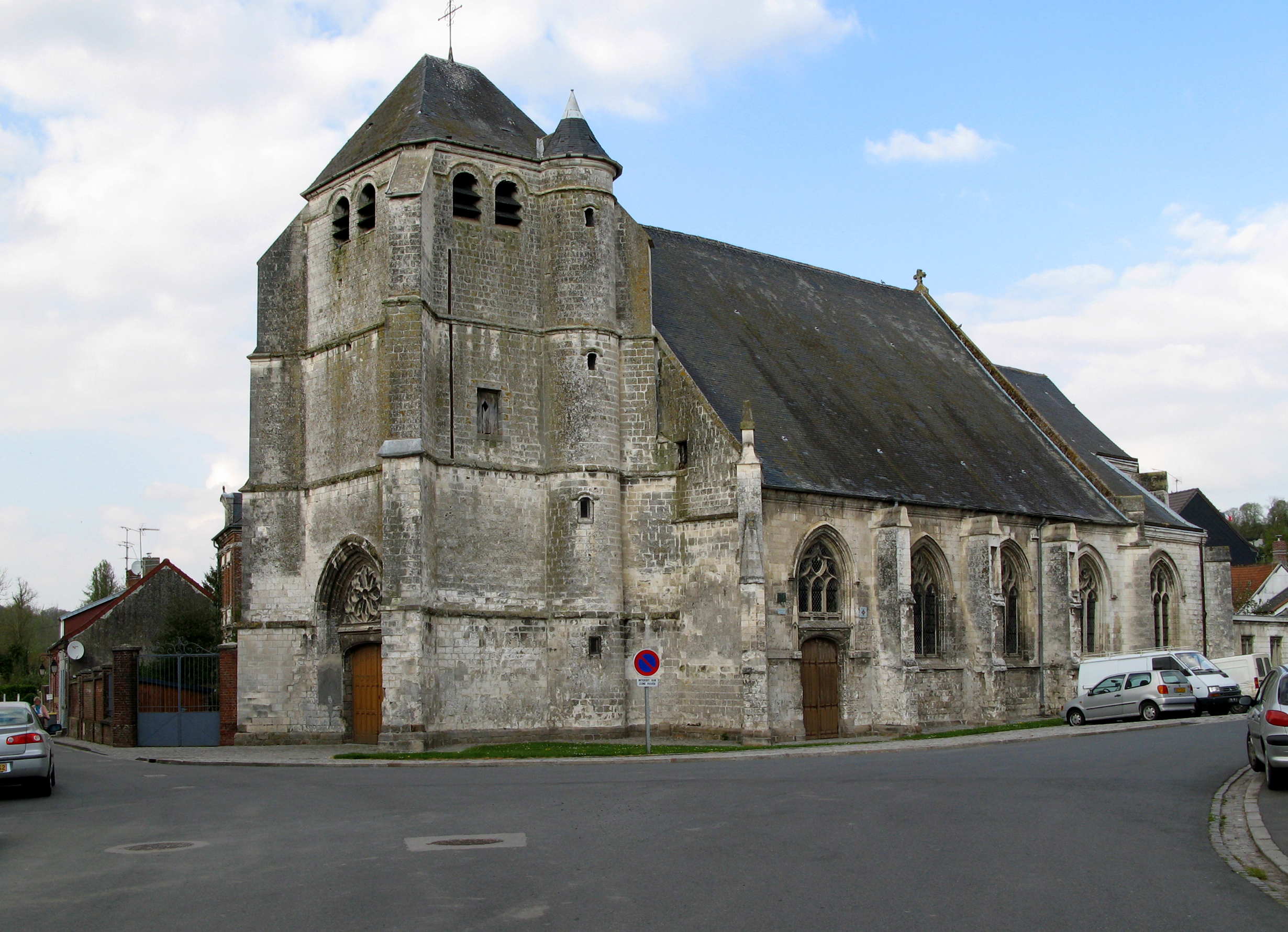
L'église Saint-Hilaire.

#### Autres lieux et monuments
- L'église Saint-Vaast, datant du XXe siècle, réalisée par les architectes Jean-Frédéric Battut et Robert Warnesson installés à Saint-Pol-sur-Ternoise. Elle remplace une église du XVIIe siècle détruite pendant la Seconde Guerre mondiale[63].
- Le moulin-musée Wintenberger, moulin à eau restauré, abrite le musée Wintenberger qui évoque la mémoire des paysans et des ouvriers du Ternois. Certaines machines agricoles produites par Wintenberger y sont exposées (moissonneuses, batteuses, moissonneuse-batteuses...).

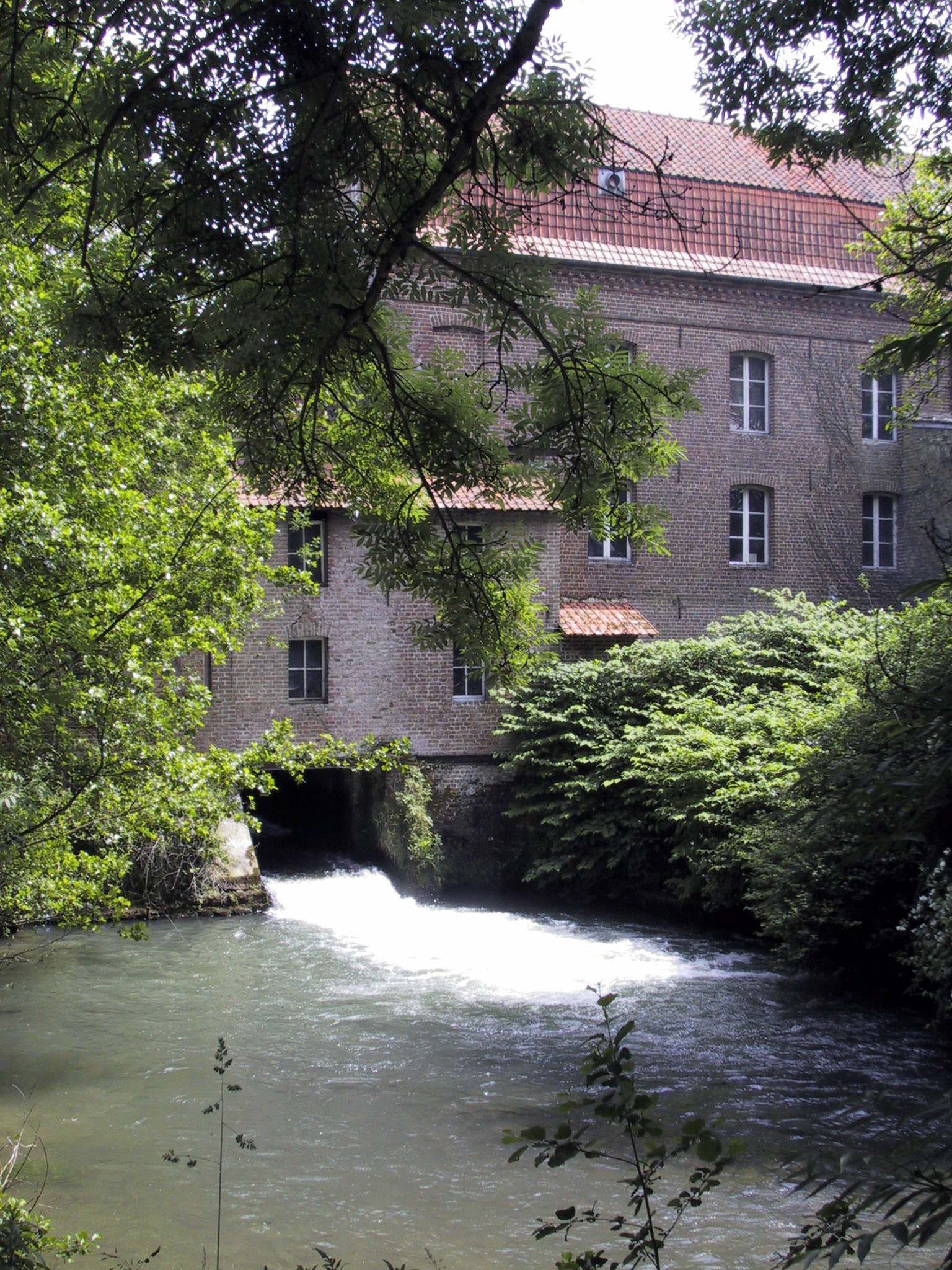
Le moulin Blondel sur la Canche.
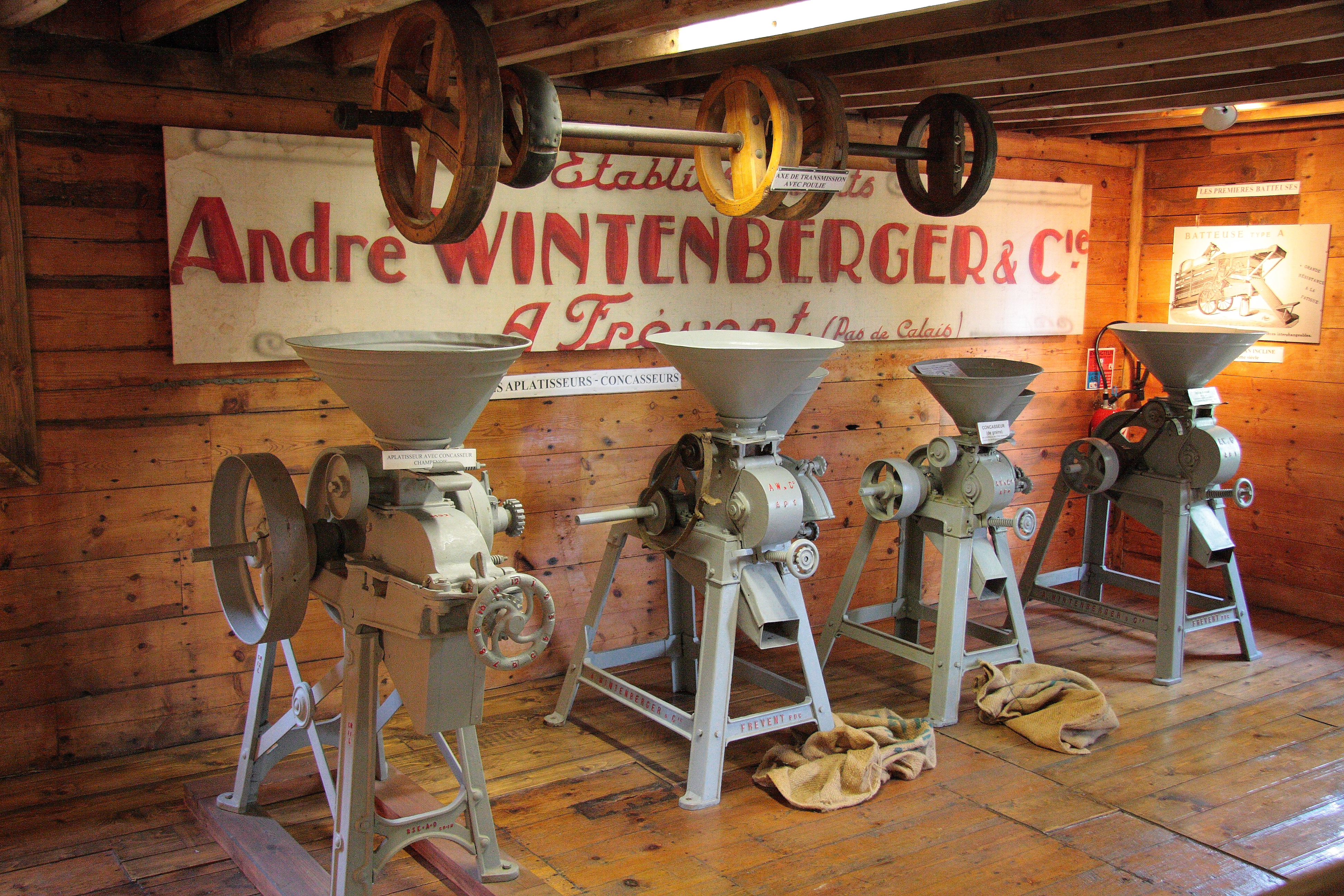
À l'intérieur du musée.
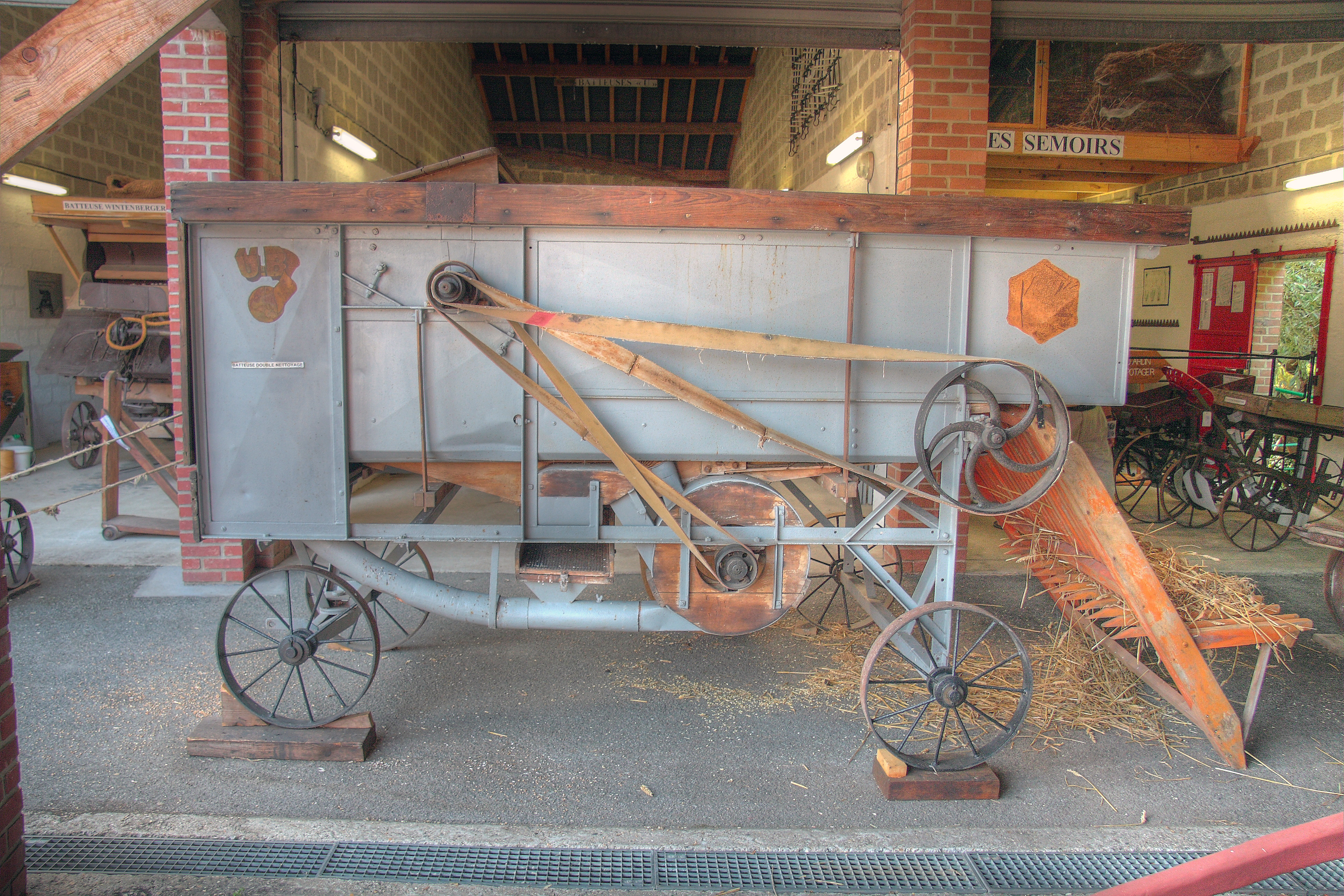
Une batteuse exposée au musée.
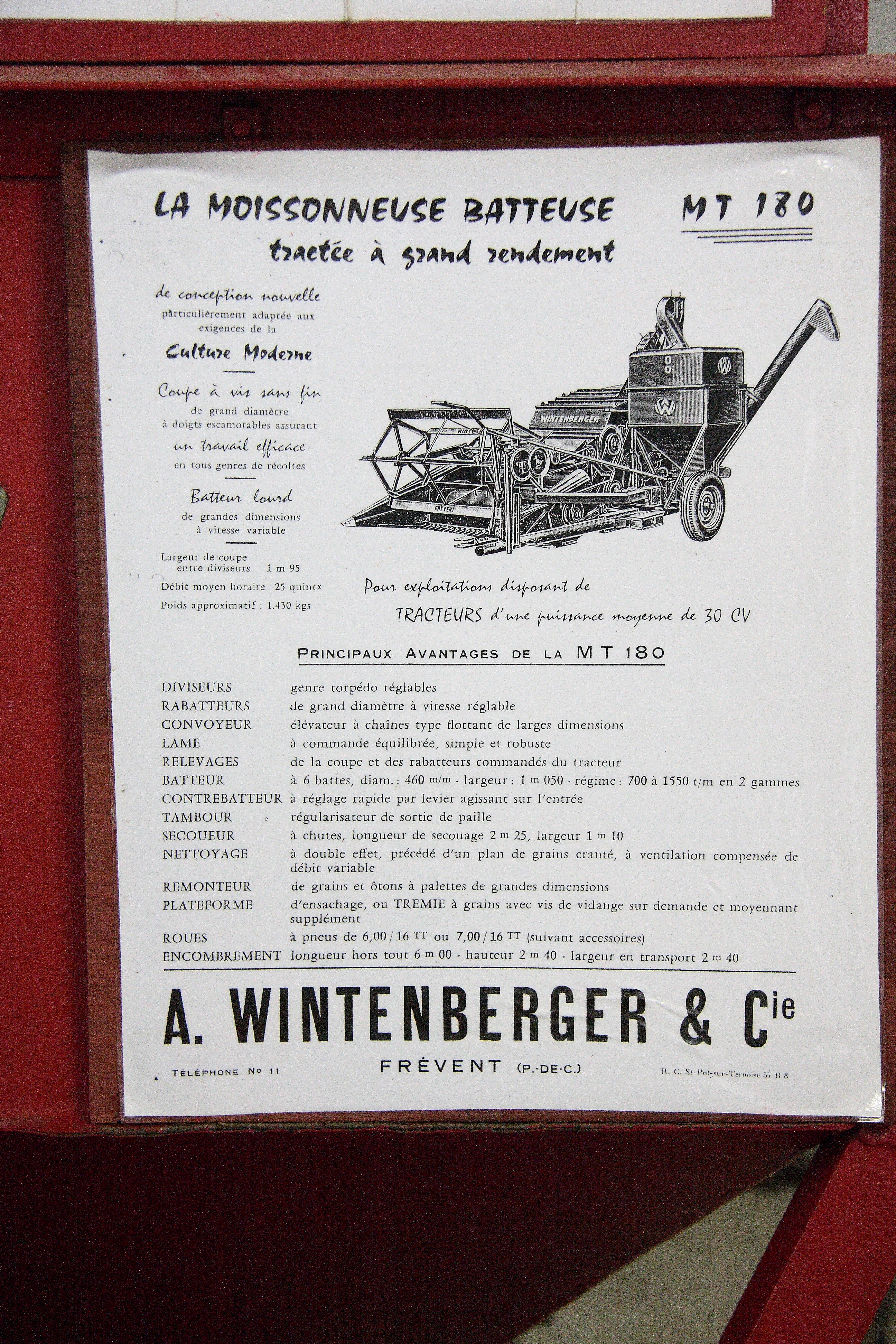
Réclame d'une moissonneuse-batteuse tractée.

- Le château de Cercamp, les bâtiments actuels construits entre 1746 et 1770, faisaient partie de l'abbaye Notre-Dame de Cercamp (fondée en 1137[64] par Hugues II de Campdavaine, comte de Saint-Pol). C'est le baron de Fourment qui les transforme en château en 1823.

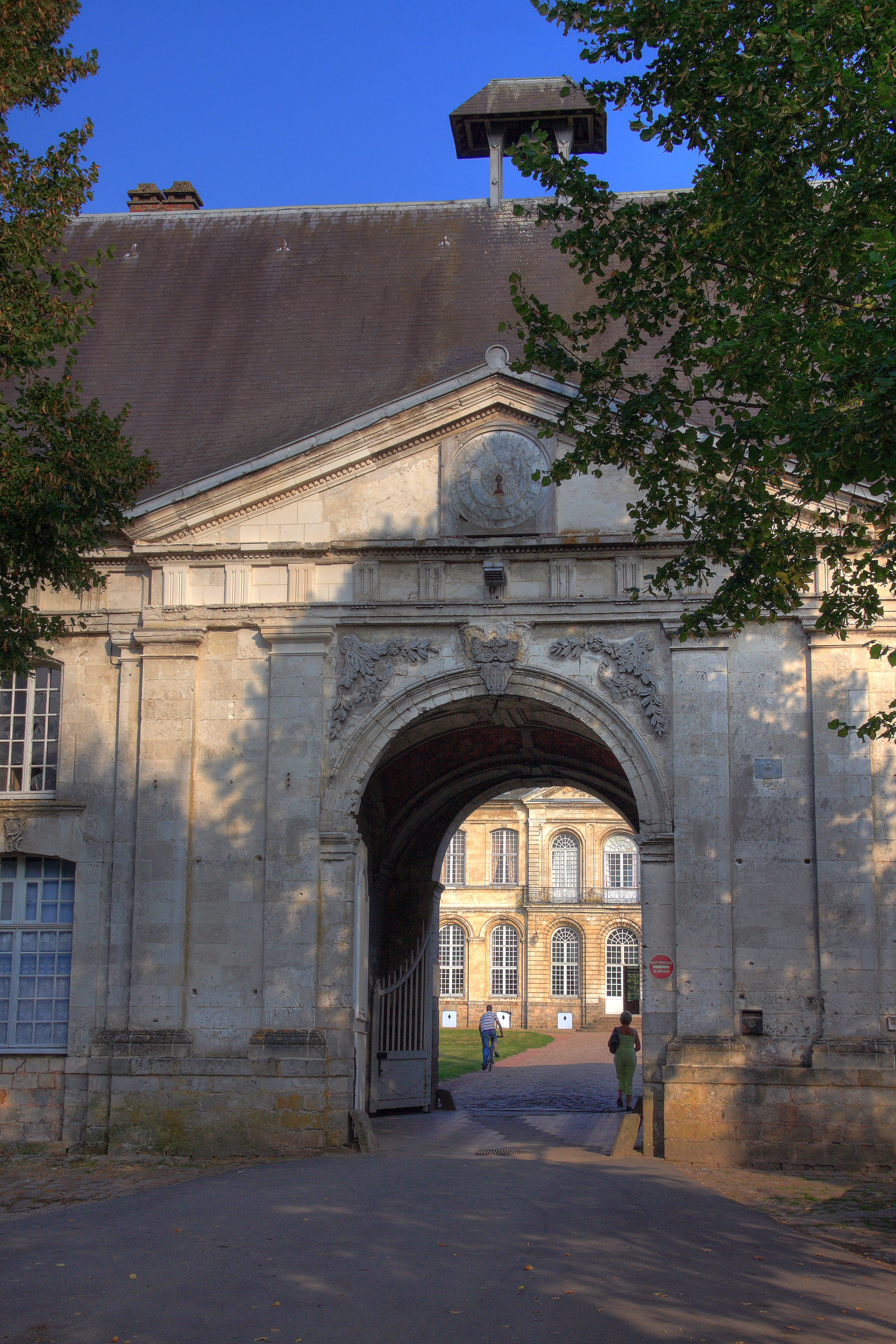
Le porche d'entrée du château.
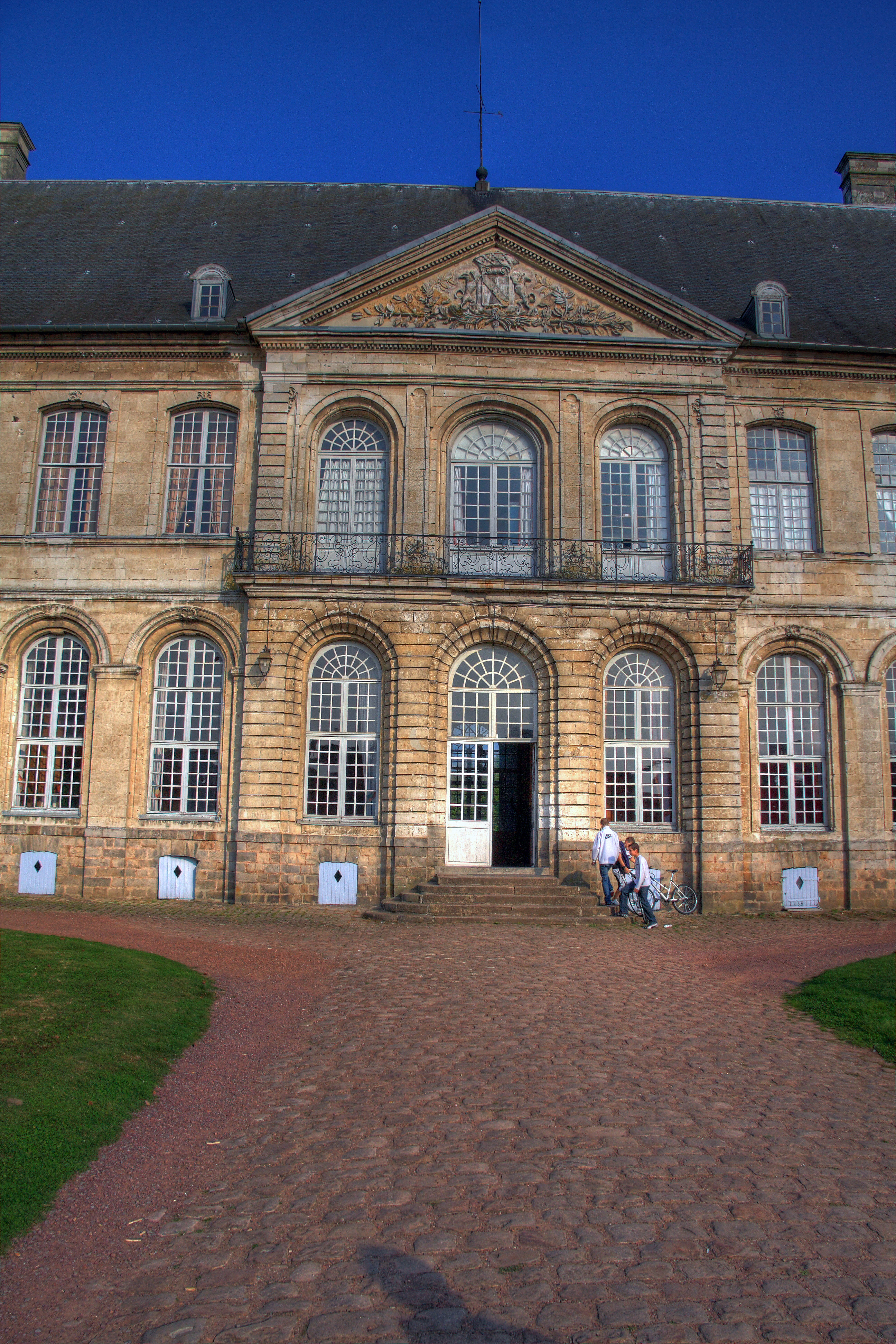
La façade principale.
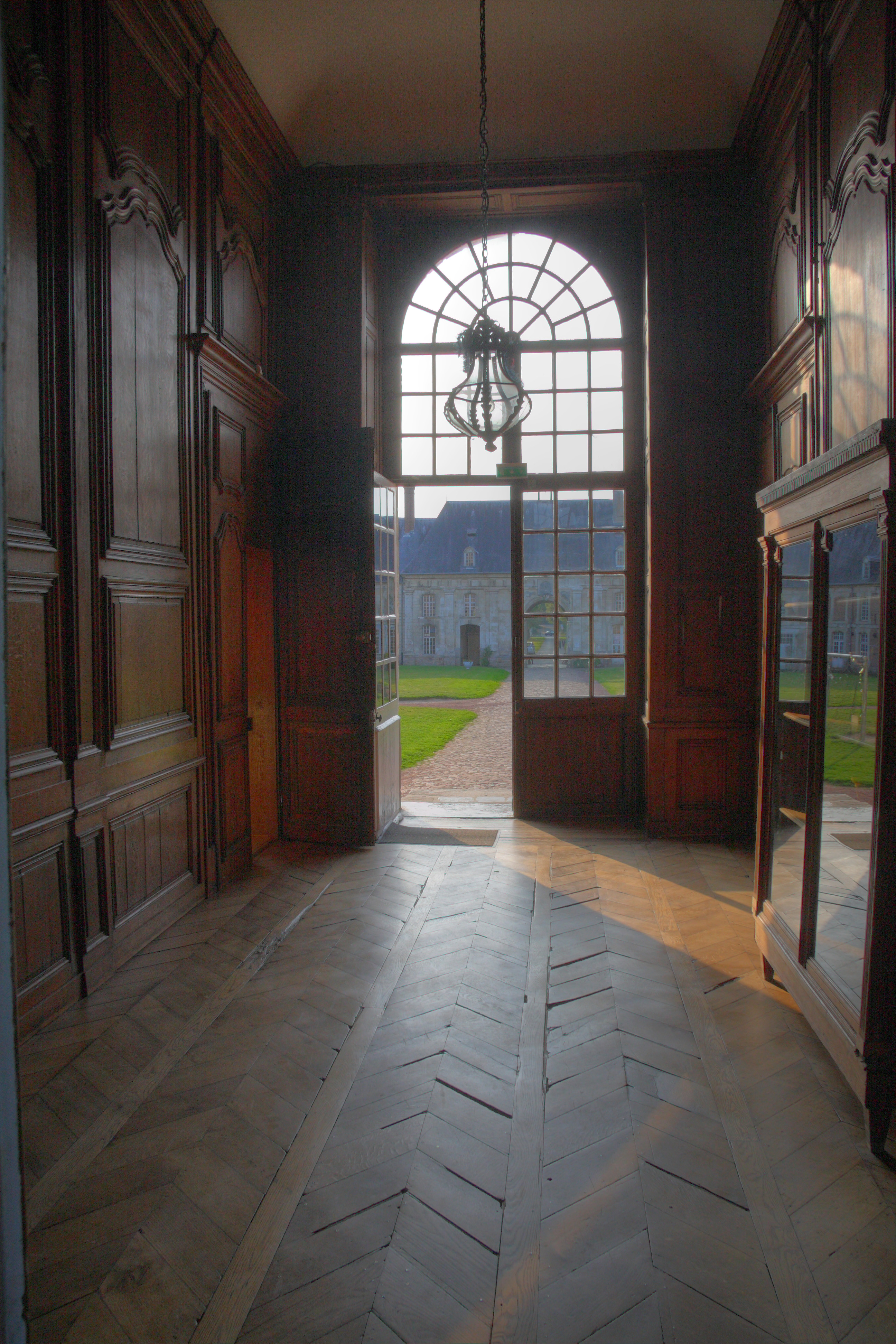
Le hall d'entrée.
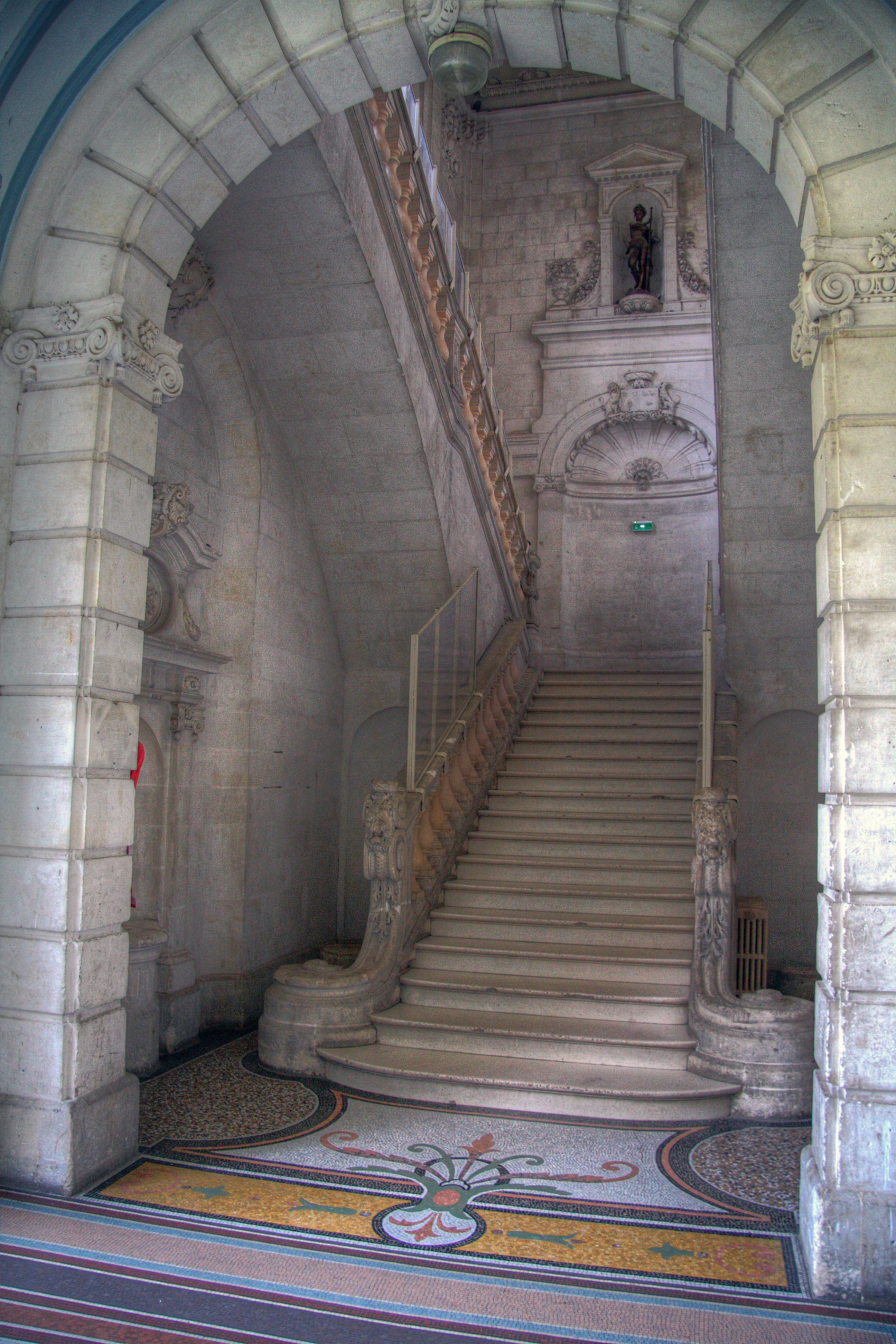
L'escalier du château.

- Le musée d'art Louis Ducatel[65].
- Le monument aux morts[66].
- Le monument aux victimes des deux bombardements de juillet 1944. Ce monument commémore les victimes des bombardements des 9 et 19 juillet 1944. Il est situé près de l'église Saint-Hilaire et fut inauguré en 1949 en souvenir des 117 victimes. Il est dû au sculpteur Augustin Lesieux (1877-1964)[67].
- La stèle du docteur Cuallacci, maire de Frévent, résistant et déporté, située dans le square Richard-Pruvost[68].
- Le monument commémoratif du général de Gaulle, place du Marché[69].

### Personnalités liées à la commune
- Pierre-François Davelu (1719-1802), prêtre, historien et naturaliste, né à Frévent.
- Antoine-Adrien Lamourette (1742-1794), homme politique de la Révolution française, né à Frévent.
- Théodore Albert Thélu (1760-1837), élu au Conseil des Cinq-Cents, né à Frévent.
- Philippe-François-Joseph Le Bas (1764-1994), député de la Convention nationale, né à Frévent.
- Louis Joseph Vichery (1767-1841), général français de la Révolution et de l’Empire, né à Frévent.
- François Luglien Louis de Fourment (1788-1864), homme politique, mort à Frévent.
- Désiré Letellier-Belladame dit Beldame (1809-1887), artiste peintre, fut directeur de l'école des Beaux-Arts d'Amiens, né à Frévent.
- Eugène Haynaut (1844-1891), homme politique du XIXe siècle, maire de Béthune et député, né à Frévent.
- Henry Bauchet (1879-1970), inventeur, ingénieur motoriste et constructeur automobile, né à Frévent.
- Henri Moigneu (1887-1937), footballeur, mort à Frévent.
- Bernard Ruellan (1888-1915), adjudant-chef au 3e régiment de zouaves de marche, mort pour la France à Frévent.
- Louis Ducatel (1902-1999), ingénieur, entrepreneur et homme politique, né à Frévent.
- Vincent Wimart (1973-), compositeur, peintre et professeur de musique, né à Frévent.

### Héraldique
| Blason de Frévent | Blason  | D'azur au chevron d'argent accompagné d'un besant en chef dextre, de deux croissants en chef senestre et en pointe, le tout du même. Ornements extérieursCroix de guerre 1939-1945 |
| Blason de Frévent | Détails | Adopté par la municipalité. |

## Pour approfondir